# Вагнер, Фердинанд
Фердинанд Вагнер (нем. Ferdinand Wagner; 30 марта 1898 года, Мюнхен — 21 июля 1926 года, там же) — немецкий дирижёр. Сын кларнетиста Карла Вагнера.

## Биография
Учился дирижированию в Дармштадте у Михаэля Баллинга. Работал в Дортмунде, в 1923—1925 годах возглавлял Нюрнбергский филармонический оркестр, в декабре 1923 года дирижировал нюрнбергской премьерой оперы Ханса Пфицнера «Палестрина». С 1925 года — генеральмузикдиректор Карлсруэ, руководил Баденским земельным театром. Вместе с режиссёром Отто Крауссом придал значительный импульс музыкальной жизни города. Особое значение имела осуществлённая ими 28 декабря 1925 года премьера оперы-балета Клаудио Монтеверди «Балет неблагодарных» в новой редакции Карла Орфа — первое сценическое представление этого произведения начиная с XVII века. Вагнер также дирижировал премьерой Симфонии Герарда Бунка, которая была ему посвящена.
Умер в ходе неудачной операции по поводу аппендицита (по другим данным — от сердечной недостаточности).